# Hypothekenmakler
Hypothekenmakler sind auf die Kreditvermittlung von Immobilienfinanzierungen spezialisierte Unternehmen oder Personen. Hierbei treten sie nicht selbst als Darlehensgeber auf, sondern vermitteln Hypothekendarlehen eines dritten Darlehensgeber zur Finanzierung einer Immobilie an den Darlehensnehmer. Bei den Darlehensgebern kann es sich um Kreditinstitute, Bausparkassen oder Versicherer handeln. Darlehensnehmer sind meist Verbraucher oder Unternehmen der Immobilienwirtschaft.

## Geschäftsmodell
Der Hypothekenmakler vergleicht mit Hilfe von Datenbanken für den potenziellen Darlehensnehmer die Angebote vieler Banken.
Kommt es zum Abschluss eines Darlehensvertrages mit einer dieser Banken, erhält der Hypothekenmakler vom Darlehensgeber für die erfolgreiche Vermittlung eine Provision in Höhe von standardmäßig 1 Prozent der Darlehenssumme. Die Provision variiert zwischen den Darlehensgebern. Die Provision muss der Darlehensnehmer nicht zusätzlich zahlen. Sie ist im Zinssatz des Darlehens bereits eingerechnet.
Der Darlehensnehmer erspart sich durch die Nutzung eines Hypothekenmaklers den Vergleich der Kreditangebote vieler Banken. Im Unterschied zum traditionellen Bankvertrieb von hauseigenen Krediten bieten Hypothekenmakler eine breitere Produktvielfalt an. Obwohl in der Kreditkondition die Provision für den Hypothekenmakler enthalten ist, ist der Kredit in aller Regel nicht teurer – oft sogar billiger – als direkt vom Darlehensgeber. Aufgrund unterschiedlicher Provisionen ist es jedoch trotzdem sinnvoll, die Angebote mehrerer Hypothekenmakler miteinander zu vergleichen, um sicherzustellen, dass man als Darlehensnehmer das günstigste Kreditangebot erhält.

## Historische Entwicklung
Mit Sonnenblick-Goldman wurde der erste Hypothekenmakler 1893 in New York City gegründet. Sonnenblick-Goldman spezialisierte sich auf die Vermittlung von Darlehen für komplexe, gewerbliche Immobilienprojekte.  Im weiteren Verlauf entstanden aufgrund des Bedarfs nach Grundstücks- und Immobilienfinanzierungen im sich in der Erschließung befindlichen Westen der USA eine Vielzahl von lokalen Hypothekenmaklern. Diese kombinierten Darlehen von Banken und privaten Investoren, um Finanzierungen zu ermöglichen, die von Banken allein abgelehnt wurden.
Nach der Großen Depression kam es in den USA zu einem stark regulierten Hypothekenmarkt. Hypothekenbanker übernahmen die Finanzierung großer Immobilienprojekte über staatliche Programme, Sparkassen (amerikanische „Savings- and Loan Banks“) die lokale Wohnungsfinanzierung und die Hypothekenmakler waren für den Rest verantwortlich. Mit der Deregulierung des amerikanischen Banken und Hypothekenmarktes vor und in Folge der Savings-and-Loan-Krise, wurden viele ehemalige Handelsvertreter von Sparkassen zu selbstständigen Hypothekenmaklern.
In den anderen angelsächsischen Ländern entstanden Hypothekenmakler in den 1970er (UK) bzw. 1980er (Australien) Jahren. 1979 kam es zur ersten Regulierung der Tätigkeit von Hypothekenmakler in Kalifornien. In den 90er Jahren erlangten sie in diesen Märkten eine dominierende Bedeutung.
In Deutschland gab es bis in die 90er Jahre nur wenige regionale spezialisierte Hypothekenmakler. Mit der zunehmenden Verbreitung des Internet und durch Übernahme der amerikanischen eBusiness-Geschäftsmodelle kam es ab 1990 zur Gründung zahlreicher internetbasierter Hypothekenmakler in Deutschland, Italien und Frankreich. 2012 hatten Hypothekenmakler in Deutschland einen Marktanteil beim Vertrieb von Immobilienfinanzierungen von ca. 20–30 Prozent.
Für die in Folge des Zusammenbruchs des US-Subprime-Marktes ausgelöste Finanzkrise im Jahr 2007 werden neben den finanzierenden Banken und staatlichen Institutionen regelmäßig auch amerikanische Hypothekenmakler mit verantwortlich gemacht.

## Rechtliche Rahmenbedingungen

### Situation in der Europäischen Union
Grundsätzlich unterliegen in der Europäischen Union die Hypothekenmakler bei der Vermittlung von Darlehen an Verbraucher den Bedingungen der Verbraucherkreditrichtlinie. Diese wird durch landesspezifische Gesetzgebung für Kreditvermittler im Allgemeinen und Hypothekenmakler im Speziellen ergänzt. Aufgrund der besonderen Anforderungen an die Vermittlung von Hypothekarkrediten und die bisher sehr unterschiedlichen Regelungen in den einzelnen Mitgliedsstaaten hat die EU am 10. Dezember 2013 mit der Hypothekarkredit-Richtlinie den rechtlichen Rahmen für Tätigkeit von Hypothekenmaklern europaweit einheitlich neu geregelt.

### Situation in Deutschland
In Deutschland müssen Hypothekenmakler bei der Kreditvermittlung an Verbraucher und Unternehmen jeweils die gleichen Voraussetzungen erfüllen, wie allgemeine Kreditvermittler. Bisher ist das Berufsbild des Hypothekenmaklers in Deutschland nicht gesetzlich geregelt. Die Fachakademie der Immobilienwirtschaft bietet die Ausbildung zum „Geprüfte/r Hypothekenmakler/in (FMA)“ an.

### Situation in Österreich
In Österreich darf der Personalkreditvermittler nur Darlehen, die nicht durch Hypotheken besichert sind, vermitteln. Die Tätigkeit eines Hypothekenmaklers fällt in das Berufsbild des Immobilienmaklers. Nur Immobilienmakler dürfen Hypothekendarlehen vermitteln.